# کیتلیتس (لاونبورگ)
کیتلیتس (به آلمانی: Kittlitz) یک شهر در آلمان است که در هرتسوگتوم لاونبورگ واقع شده‌است. کیتلیتس ۲۵۱ نفر جمعیت دارد.